# Praça da Galiza (Pontevedra)
A Praça da Galiza é uma praça do século XX localizada no centro da cidade de Pontevedra (Espanha), no límite do bairro de Campolongo.

## Origem do nome
A praça tem o nome da Galiza, a região do noroeste de Espanha em que Pontevedra está situada.

## História
A origem da Praça da Galiza é um espaço público no final das ruas Augusto González Besada, Andrés Muruais e Andrés Mellado e em frente à antiga estação ferroviária de Pontevedra, que entrou em serviço em 16 de maio de 1884, quando a primeira locomotiva chegou à cidade. Este espaço era conhecido como a praça da estação. Em 1890, o engenheiro Juan María León Domercq y Alzúa mandou construir a sua emblemática vivenda na esquina da praça com a rua Augusto González Besada, que foi demolida em meados da década de 1980.
Com o grande número de viajantes a chegar à praça, em 1904 o Palace Hotel foi construído na esquina da praça da Galiza e da rúa Andrés Muruais, um grande edifício art nouveau com quatro andares e um sótão desenhado pelo arquitecto Andrés López de Ocáriz Robledo, que proporcionava alojamento aos viajantes que chegavam à cidade e que foi demolido no final da década de 1970. 
Em 1966, a antiga estação ferroviária da praça foi inutilizada após a construção da nova estação ferroviária de Pontevedra no bairro de Gorgullón, mais longe do centro da cidade, e foi demolida em 1969.,
Em 1971, a praça foi ampliada, aproveitando o espaço desocupado pela antiga estação, e foram previstos dois abrigos rodoviários para as paragens de trólebus que atravessavam a cidade. A praça, inteiramente dedicada ao trânsito, conservou esta configuração até 1988, quando as linhas de tróleis foram abolidas.
Em 1991, os abrigos rodoviários e faixas de tráfego que dividiam a praça foram removidos e a praça foi ampliada e completamente redesenhada pelo arquitecto José Martínez Sarandeses com a colaboração dos arquitectos María Agustina Herrero Malina e Fernando Martínez Sarandeses e da arquitecta paisagista María Medina Muro. Esta renovação melhorou a qualidade do ambiente e reduziu o congestionamento do tráfego. O aspecto actual da praça data deste período.

## Descrição
A praça tem uma forma rectangular e uma área de 5.800 metros quadrados. A avenida Augusto García Sánchez e as ruas Agusto González Besada, Andrés Muruais e Andrés Mellado convergem aqui.
A praça está disposta como uma praça ajardinada. Trata-se de uma praça com árvores que divide a Avenida Augusto García Sánchez e é delimitada por duas faixas de sentido único. Os lados norte, oeste e leste são delimitados por edifícios e o lado sul abre-se para o bairro de Campolongo e é delimitado por um grande abrigo rodoviário central com dez bancos e um encosto de vidro.
A praça pedonal central é um espaço muito marcante, plantado com freixos ornamentais de origem holandesa e equipado com numerosos bancos. A praça tem quatro vielas periféricas delimitadas por canteiros e relvados, cada uma com duas filas de freixos. Uma quinta viela, coincidindo com o eixo oeste-leste da praça, liga os pavimentos norte dos dois troços em que foi dividida a Avenida Augusto García Sánchez.,
No centro da praça há uma área central circular com bancos que facilita o isolamento. No centro deste espaço encontra-se uma fonte ornamental com aspersores embutidos no solo que pulverizam água e que está rodeada por blocos de granito agrupados em sete conjuntos que evocam as estrelas do brasão de armas da Galiza e remetem para o nome da praça., 

## Galeria de imagens

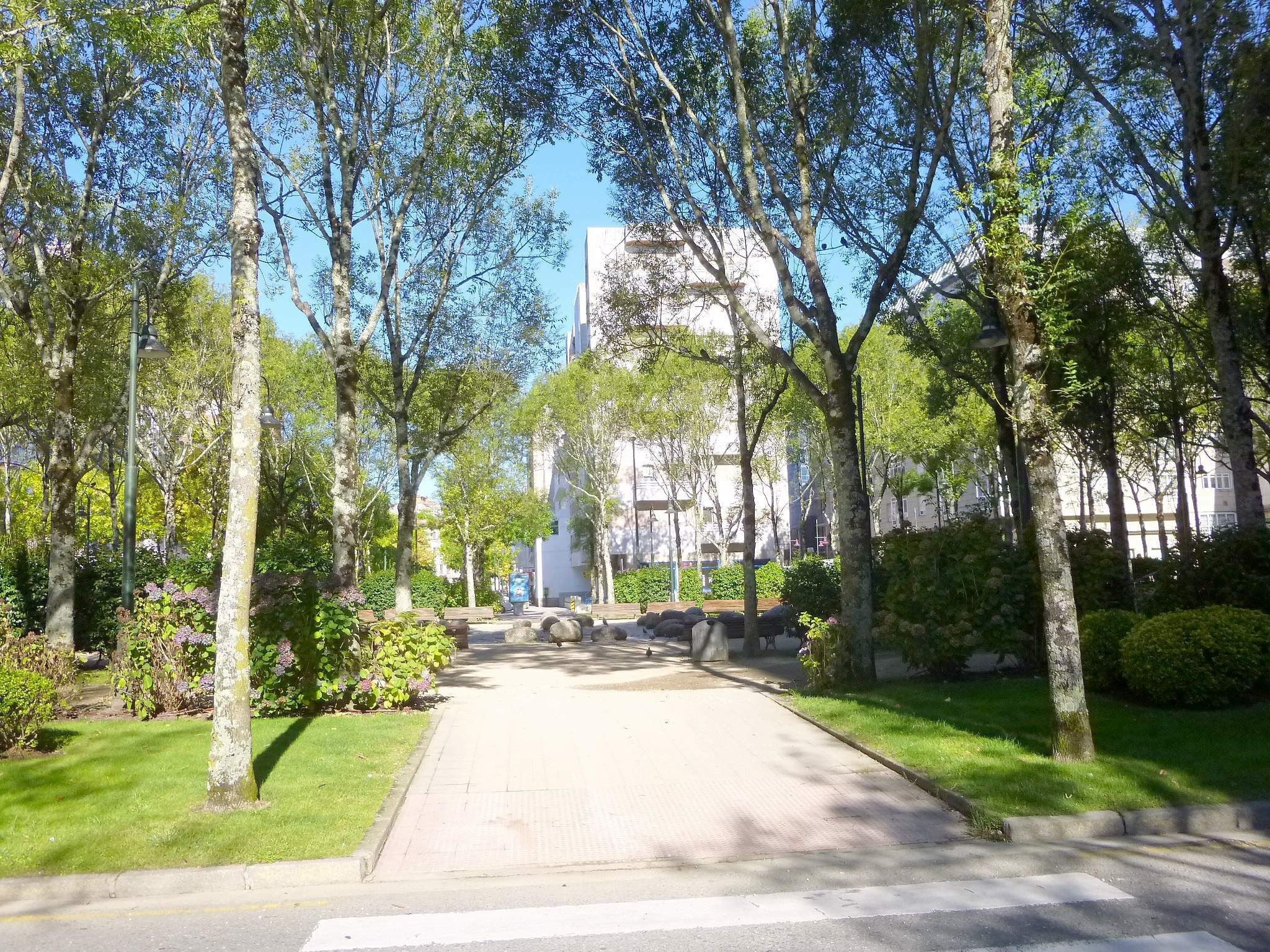
Viela da praça
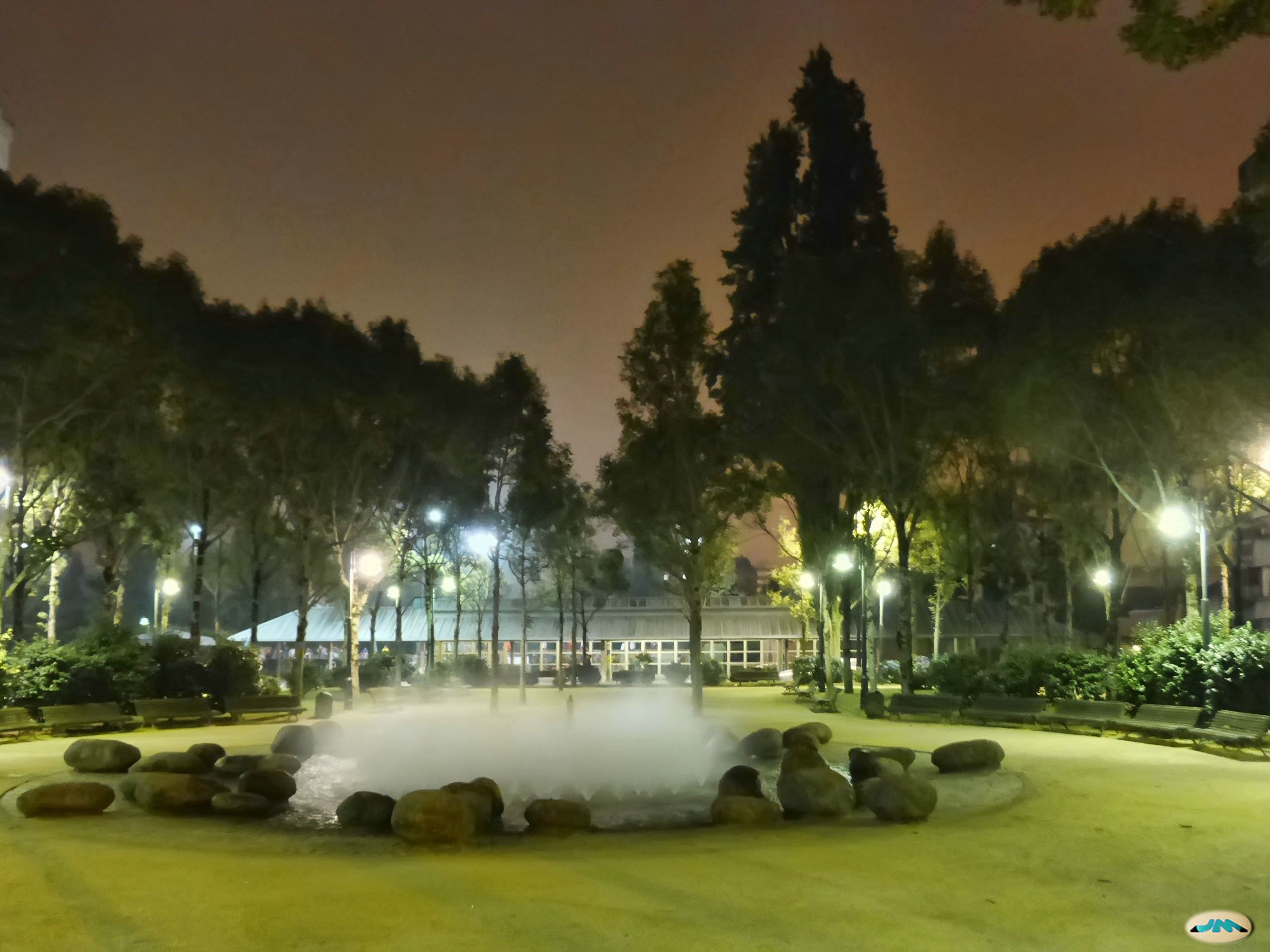
Fonte da praça
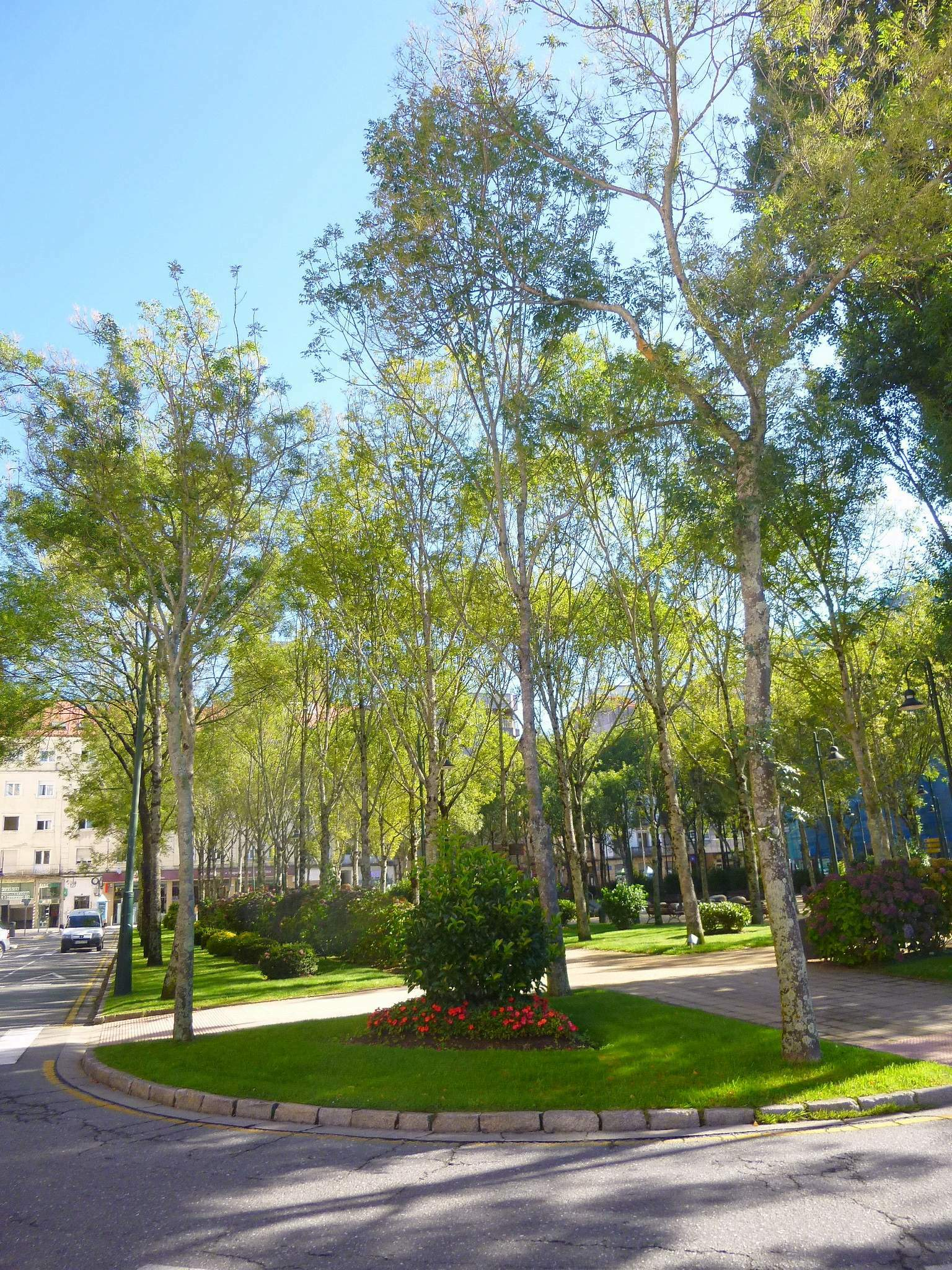
Jardim da praça
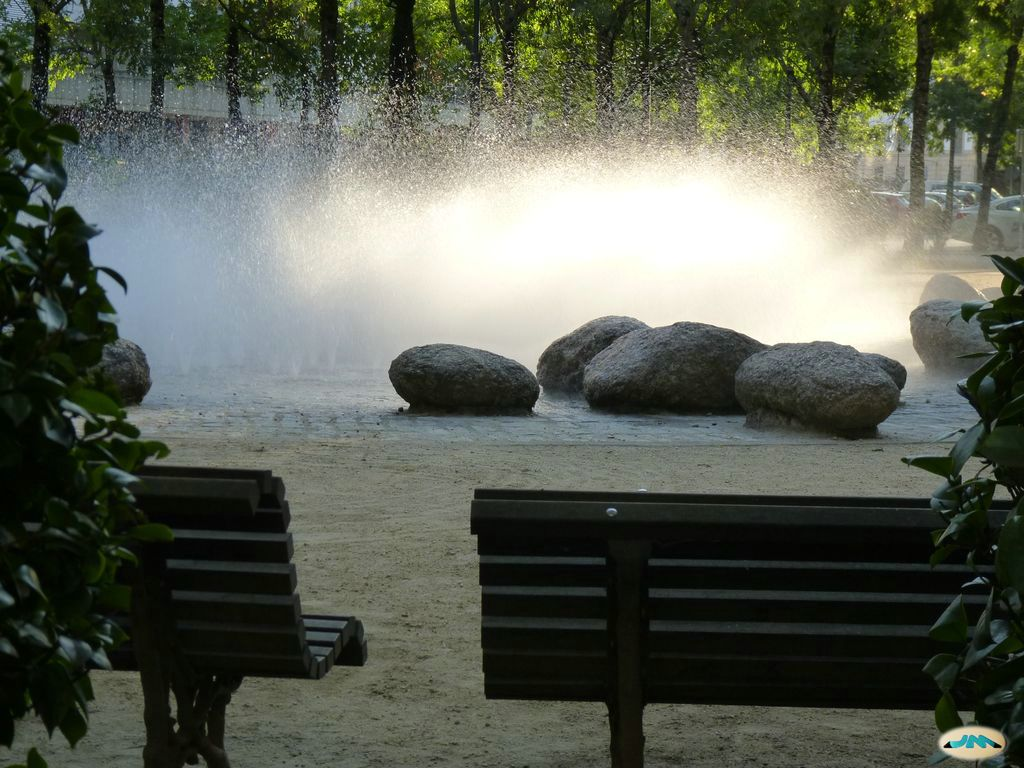
Bancos da praça
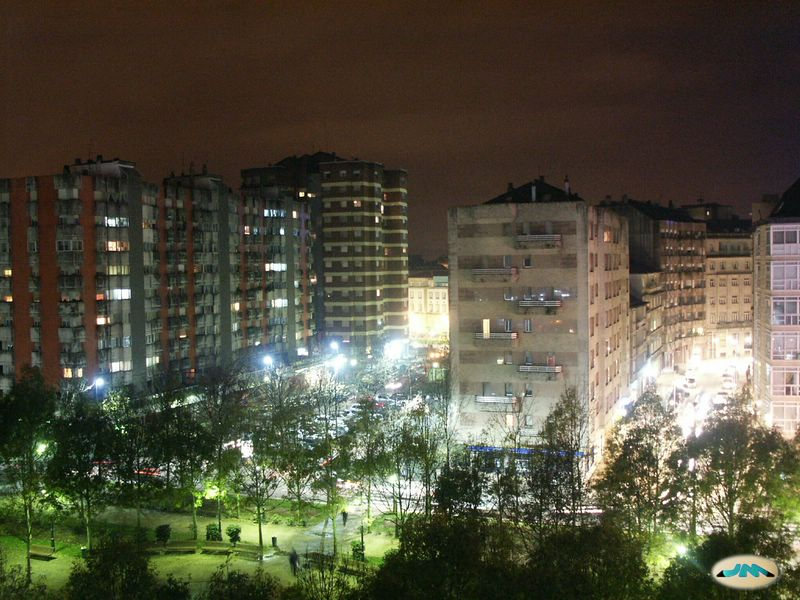
A praça à noite
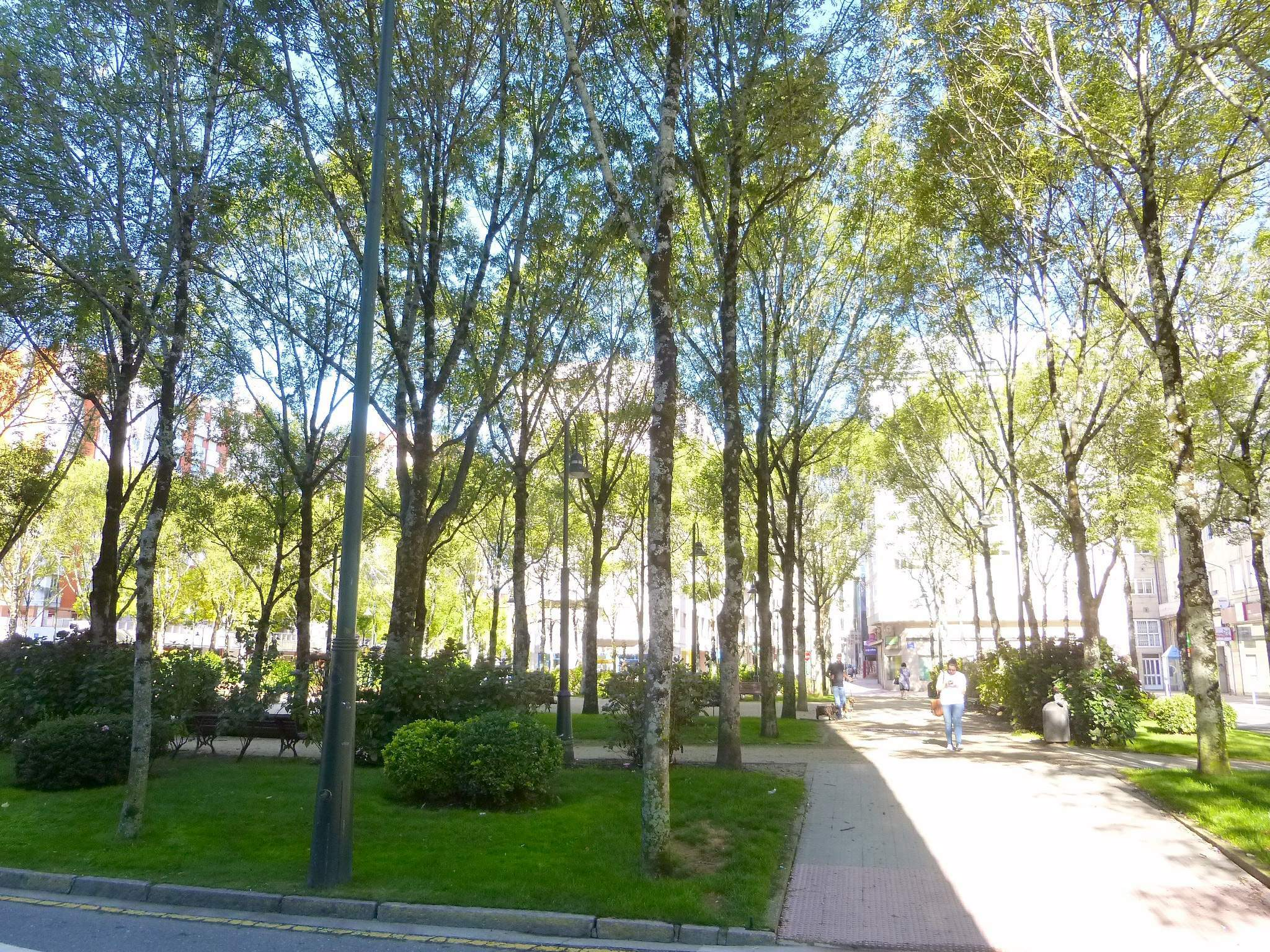
Freixos da praça
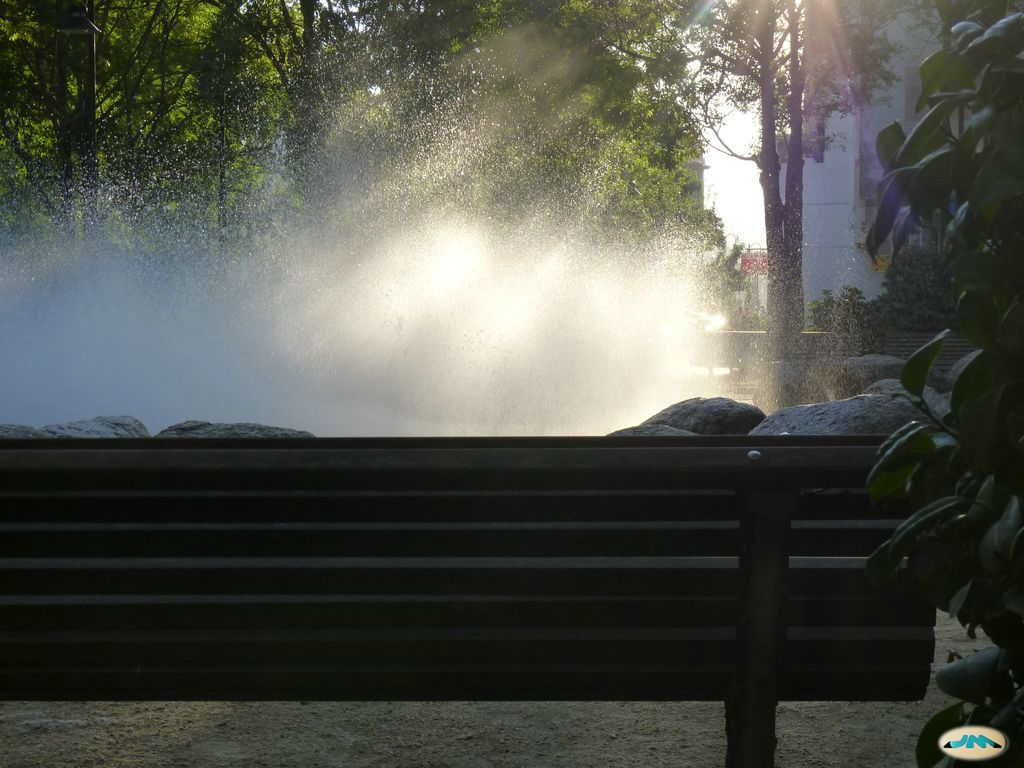
Detalhe da fonte

### Artigos relacionados
- Campolongo
- Ensanche-Centro da cidade
- Estação Ferroviária de Pontevedra